# Nationaal park Vilsandi
Nationaal park Vilsandi (Estisch: Vilsandi rahvuspark) is een nationaal park in Estland, gesticht in 1993. Het omvat een deel van het eiland Vilsandi, een aantal kleinere eilanden en delen van west Saaremaa, inclusief het schiereiland Harilaid. Het eiland Vilsandi is ongeveer 18 km² groot, maar het park circa 238 km². 
De voorganger van het park was een vogelreservaat dat in 1910 gesticht werd. Het gebied is van belang voor veel trekvogels, zoals de brandgans en Stellers eider, en voor ongeveer 250 broedvogelsoorten, met als meest algemene soort de eidereend. Een derde van alle beschermde plantensoorten in Estland komt voor in het park. Jagen is er verboden. Het park is populair onder Esten en buitenlandse toeristen, vooral uit Finland. De overheidsorganisatie voor bosbeheer RMK organiseert excursies.